# Distretto di Kuji
Il distretto di Kuji (久慈郡, Kuji-gun?) è uno dei distretti della prefettura di Ibaraki, in Giappone.
Fa parte del distretto solo il comune di Daigo.
| Controllo di autorità | VIAF (EN) 251450688 · NDL (EN, JA) 00339653 |